# Casa Como
La casa Como es una casona histórica con jardines, localizada en Victoria (Australia). Fue construida en 1847 por Sir Edward Eyre Williams, y ahora sirve como una atracción turística bajo la custodia de la Fundación Nacional de Australia.
La casa y sus 6,5 hectáreas de zona ajardinada se encuentra en el barrio de South Yarra, al sur del río Yarra, a unos 6 kilómetros al sur este del distrito central de negocios.

## Historia
La casa Como fue construida en 1847, propiedad de Sir Edward Eyre Williams hasta 1852, cuando fue vendida a los inversores Frederick Dalgety. Después de sólo un año, que fue vendida a John Brown, un maestro de obras que inició un programa de obras para transformar la propiedad. Una segunda historia se añadió, con un paisaje significativo con el reconocido jardinero William Sangster hasta 1861.
Charles Armytage compró la propiedad por $ 14 000 dólares en 1864, y la familia se quedó durante 95 años.